# Leuserattus
Genre
Leuserattus est un genre d'araignées aranéomorphes de la famille des Salticidae.

## Distribution
Les espèces de ce genre se rencontrent en Indonésie et en Malaisie.

## Liste des espèces
Selon World Spider Catalog (version 22.0, 28/03/2021) :
- Leuserattus gunung Prószyński & Deeleman-Reinhold, 2012
- Leuserattus pristinus Deeleman-Reinhold & Miller, 2021

## Publication originale
- Prószyński & Deeleman-Reinhold, 2012 : « Description of some Salticidae (Aranei) from the Malay archipelago. II. Salticidae of Java and Sumatra, with comments on related species. » Arthropoda Selecta, vol. 21, no 1, p. 29-60 (texte intégral).